# 宝可梦同人志事件
宝可梦同人志事件（日语：／）是指1999年，销售宝可梦二次创作漫画的同人作者因涉嫌违反著作权法被捕的事件。本案与哆啦A梦最终话同人志问题一样，是有关同人志侵犯著作权问题的事例。

## 经过
1998年8月，有家住福冈市的女性同人作者创作动画版《神奇宝贝》主要角色皮卡丘和小智等进行淫亵行为的同人志漫画，并以B5开本的册子销售。分发方式为向同人志社群发送单张宣传，然后邮寄给想要的人。收到投诉信后，持有著作权的任天堂等3家公司于1999年1月5日对女性提出刑事告诉，13日，京都府警生活环境课以涉嫌违反著作权法（侵害复制权）将女性逮捕。女性被带至京都后共拘留22天，最后因销售5本600日元的同人志，并以分发目的持有100本左右而判处罚金。
3月，爱知县丰桥市有印刷公司因以73000日元价格印刷女性创作的同人志共460册，涉嫌违反著作权法（帮助）而被警方揭发。此前，非营利、小规模的同人志制作多被默认为爱好者活动之一，这是首次有作者和印刷公司被警方揭发。

### 任天堂回应
任天堂表示，就该事件立案的理由有“包含损害角色形象的性描写，无法默认销售行为”“同人志活动规模扩大，包括幼小儿童在内，一般人接触的机会越来越多”“该同人志通过邮购销售，而非当面销售，故未成年人容易买到”。
至于为何不警告就提出刑事告诉，任天堂则给出“该同人作者从以前开始一直在出版戏仿同人志”“同人志社团和作者多使用笔名，即使警告也无法保证会收到”“担忧这类问题出版物是否属有组织犯罪制作”等理由，表示从此前对付盗版商品的经验来看，比起费时间的警告和民事诉讼，认为刑事告发更加合适。
任天堂宣传部门广报室长今西纮史表示，“只是从粉丝举报偶然得知这本出版物，不准备检查全部同人志”，同时称这次事件没有杀鸡儆猴的意图。广报课股长皆川恭广指“同人市场扩大的背后，存在着以营利目的活动的印刷厂商和活动举办方”，对当下轻视版权方权利的同人志市场发出疑问。

## 影响
同人作者的首次被捕在创作同类漫画的业余作者业界引发震动。Comic Market主办者、漫画评论家米泽嘉博称，戏仿制作已被认为是推高动画和漫画文化的爱好者活动之一，担忧这次事件没有讨论“可容许怎样的戏仿漫画”，会缩窄表达空间。GATAKET主办者坂田文彦对自己受到京都府警问话感到自危，与Comic Market主办者米泽、COMITIA主办者中村公彦等共同成立全国同人志即卖会联络会。受此事件等的影响，直至2010年代前，没有任何Kemono（“兽”，拟人化的动物角色）限定活动成功举办，与限定兽耳角色的“Mimiket”（みみけっと）于2000年首次举行形成对比。
2013年，漫画家赤松健担忧TPP下的著作权法非亲告罪化可能引发与宝可梦同人志事件同类、由第三方投诉发展为刑事案件的事件，故设计出同人标志，用于表达著作权持有人允许同人活动之意。

## 脚注
1. 1 2 3 4   .  . 1999-01-14: 3 （日语）.
2. 1 2 3   .  (). 2013-12-10, 91 (54): 97 （日语）.
3. ↑   .  (). 2013-03-26, (): 25-29 （日语）.
4. ↑   .  . 1999-01-14: 4 （日语）.
5. 1 2 3 4 5   .  . 1999-04-09: 4 （日语）.
6. ↑  . .   [2022-09-09]. （原始内容存档于2001-06-09） （日语）.
7. 1 2 3 4 5 6 7 8   .  . 1999-03-11: 27 （日语）.
8. ↑  . . 1999-03-18  [2022-09-09]. （原始内容存档于2001-07-11） （日语）.
9. 1 2 3 4  . .   [2021-09-13]. （原始内容存档于2000-06-19） （日语）.
10. ↑  . . 2022-01-17  [2022-09-09]. （原始内容存档于2023-11-27） （日语）.
11. ↑  . . 2017-2-17  [2019-10-13]. （原始内容存档于2023-06-27） （日语）.